# Polina Stoyneva
Polina Stoyneva (ur. 2 września 1989) w Bułgarii. Bułgarska siatkarka, reprezentantka kraju, występująca na pozycji atakującej.

## Kluby
- 2005 – 2009 Levski Sinonco Sofia
- 2009 – 2010 Igtisadchi Baku
- 2010 – 2011 VK Baku[1]
- 2011 – 2012 ASPTT Mulhouse[2]

## Sukcesy
- złoty medal w mistrzostwach Bułgarii z Levski Sinonco Sofia – 2009
- zdobywczyni Pucharu Bułgarii z Levski Sinonco Sofia – 2009
- brązowy medal w mistrzostwach Azerbejdżanu z Igtisadci Baku – 2010
- srebrny medal w mistrzostwach Francji z ASPTT Mulhouse – 2012
- drugie miejsce w Pucharze Francji z ASPTT Mulhouse – 2012